# Inárcs
Inárcs är en ort i Ungern.   Den ligger i provinsen Pest, i den centrala delen av landet, 30 km sydost om huvudstaden Budapest. Inárcs ligger 114 meter över havet och antalet invånare är 4 262.
Terrängen runt Inárcs är platt. Runt Inárcs är det ganska tätbefolkat, med 116 invånare per kvadratkilometer. Närmaste större samhälle är Dabas, 8,5 km söder om Inárcs. Omgivningarna runt Inárcs är en mosaik av jordbruksmark och naturlig växtlighet.